# Агабекян, Лиана Араратовна
Лиана Араратовна Агабекян (арм. Լիանա Աղաբեկյան; 15 января 1986, Ванадзор) — армянская и люксембургская (с 2017 года) шахматистка, международный мастер среди женщин (2011). 

## Биография
Представляла Армению на юношеских чемпионатах Европы по шахматам и на юношеских чемпионатов мира по шахматам в различных возрастных группах. Многократная участница чемпионатов Армении по шахматам среди женщин, в которых лучший результат показала в 2007 году, когда поделила первое место с Сирануш Андриасян, но проиграла в дополнительном матче за звание чемпионки.
Представляла сборную Армении на крупнейших командных шахматных турнирах:
- в командном чемпионате мира по шахматам участвовала в 2007 году;
- в командном чемпионате Европы по шахматам участвовала в 2007 году и в командном зачете завоевала бронзовую медаль.

С 2017 года представляет шахматную федерацию Люксембурга.
Лиана Агабекян играла за Люксембург на шахматной олимпиаде среди женщин:
- в 2018 году на второй доской на 43-й Шахматной Олимпиаде (женщины) в Батуми (+4, =3, -3)[4]